# 細川通政
細川 通政（ほそかわ みちまさ）は、戦国時代の武士。細川政春の子。細川野州家6代当主。後に室町幕府13代将軍・足利義輝から偏諱を授与されて輝政（てるまさ）と改名。また、後述のように架空の人物説も出されている。

## 略歴
文亀4年/永正元年（1504年）、細川野州家4代当主・細川政春の子として誕生。
天文5年（1536年）、野州家5代当主である次兄（一説に甥（高国の子）とも）の晴国が摂津天王寺で戦死したことにより、家督を継いだ。この時に継承した領地は、「長府細川系図」によれば、備中一国・伊予国の内から宇摩・温泉の二郡であるという。
天文6年（1537年）7月3日に、高国の養子・細川氏綱が通政の家督継承を認めるようにとの通董（晴国の子）へ宛書状を発したといい、同年に通董は伊予国温泉郡松山城から同国宇摩郡川之江城に移っている。ただし、この書状の年代比定について、細川氏綱が改名によって「氏綱」を称したのは天文12年（1543年）であるために、天文6年の文書ではなく同年以降の文書であるとする説もある。
天文21年（1552年）に室町幕府13代将軍・足利義輝から屋形号を賜った。
天文22年（1553年）、松山城にて50歳で死去、跡は猶子となっていた通董が継いだ。
晴国と通政の備中一国という記述は、永正12年（1515年）に、父・政春が備中守護職に補任されたことによるものとみられる。そもそも備中国には備中守護家があったが、延徳3年（1491年）から4年（1492年）の庄元資との戦いで力を失っていった。これに京兆家を継いだ高国は、庄家の自立化や敵対する細川澄元・晴元の実家である阿波守護家の影響力に対抗して、備中国浅口郡を知行していた野州家の政春を守護に任じた。しかし、これは政春の死去で頓挫したのだという。
なお近年、歴史学者の馬部隆弘は細川晴国の誕生が永正13年（1516年）であることを明らかにした上で、その翌年に病で倒れて永正15年（1518年）初めに没した政春には晴国の弟を作る時間的余裕はないとして、細川通政（輝政）は細川通董の子孫である長府細川家が自己が野州家の直系であることを示すために創作した架空の人物であるとしている（馬部は通董は細川氏の一族であるが晴国の没後に傍流から立てられた人物と推定している）。

## 系譜
- 父：細川政春（1456-1518）
- 母：河野通政娘
- 妻：治部少輔赤松卜安娘
- 養子
  - 男子：細川通董（1535-1587） - 通頼とも、兄・細川晴国の子